# 6355 Univermoscow
A 6355 Univermoscow (ideiglenes jelöléssel 1969 TX5) egy kisbolygó a Naprendszerben. Ljudmila Ivanovna Csernih fedezte fel 1969. október 15-én.